# Romano di Lombardia
Romano di Lombardia (Romà in dialetto bergamasco [ɾoˈma]) è un comune italiano di 20 995 abitanti della provincia di Bergamo in Lombardia.
Situato nella pianura centrale bergamasca e capoluogo della Comunità territoriale Pianura Est (zona 9), dista circa 20 chilometri dal capoluogo orobico. Con decreto del Presidente della Repubblica Antonio Segni, del 17 settembre 1962, Romano di Lombardia ha ricevuto il titolo di Città.
Romano è la sede del parco regionale del fiume Serio.

## Geografia fisica

### Clima
Romano di Lombardia rientra nella zona climatica E.

## Storia

### L'antichità e le origini
La storia del borgo di Romano è molto antica e risale all'epoca romana. Sull'origine del nome esistono due teorie:
- La prima farebbe derivare Romano dalla parola di ceppo indoeuropeo Rumanus, indicante un borgo costruito in prossimità di corsi d'acqua.
- La seconda lo farebbe derivare dall'aggettivo romanum, relativo al Castrum Romanum su cui sorse la "Vecchia Romano". Tale origine del toponimo è contenuta anche nel Dizionario di Toponomastica, I nomi geografici italiani (UTET, Torino, 1997)[8]. Nel periodo della repubblica romana, infatti, si stanziarono in questo territorio ricco di vie di comunicazione, numerose guarnigioni che portarono allo sviluppo di insediamenti abitativi.

### Il Medioevo

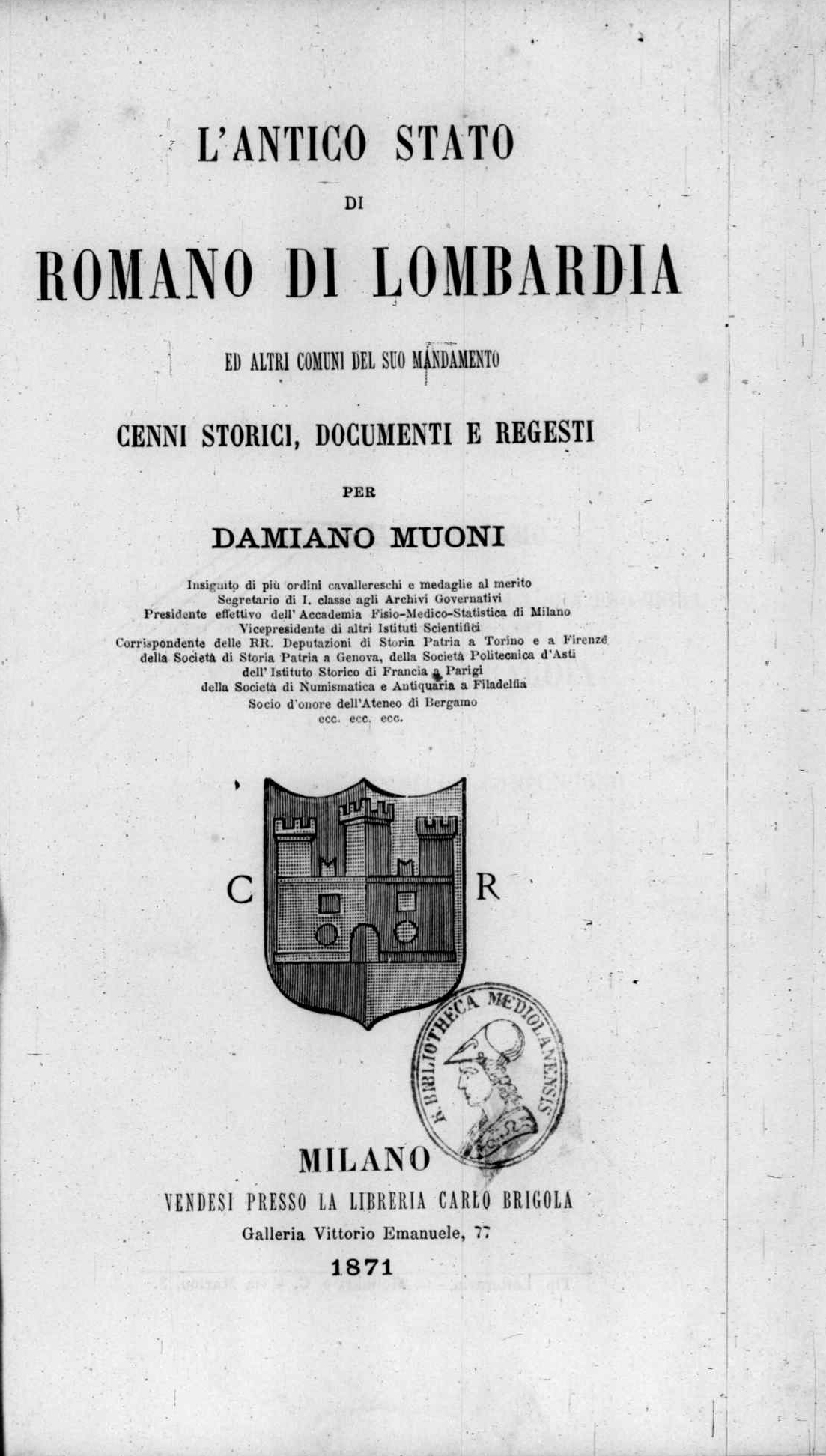
Damiano Muoni, L'antico Stato di Romano di Lombardia ed altri Comuni del suo mandamento, 1871

Il primo documento che cita la località risale al 980 quando viene citata con il termine “Rumano”, località posta vicino a un fiume, vi era, infatti, in prossimità il fiume Serio Morto poi prosciugato. Il borgo si trovava su un territorio in prossimità sia della diocesi di Bergamo che di Cremona, e l'interesse dei relativi vescovi lo mettevano nella situazione d'essere oggetto di conquista. Papa Eugenio III incaricò il cardinale Guidone da Somma a risolvere la questione. Questi il 14 ottobre 1148 divise la città in due località tracciando i nuovi confini diocesani, fino alla chiesa di San Giorgio il borgo si trovava sotto la giurisdizione del vescovo di Cremona mentre la parte nord ovest con la chiesa di Santa Maria del vescovo di Bergamo. Nel medesimo periodo il vescovo di Bergamo appoggiò la politica di Federico Barbarossa contro le famiglie milanesi-
Il borgo ampliò sempre più le proprie dimensioni fino a raggiungere un discreto numero di abitanti nel periodo medievale. Inserito nel Sacro Romano Impero, venne dato in gestione feudale alla diocesi di Cremona, i cui domini terminavano proprio nei confini del borgo stesso, al quale si accedeva mediante quattro porte di ingresso, ognuna delle quali diretta alle vicine città di Bergamo, Cremona, Brescia e Milano. Gli abitanti di Romano erano assegnati alla pieve di Calcio se abitavano in prossimità delle tre porte "di sotto", mentre a quella di Ghisalba per gli abitanti in prossimità della quarta porta "di sopra". Una porzione del centro abitato, sempre in espansione, venne quindi a trovarsi nel territorio infeudato al vescovo di Bergamo, situazione che provocò non poche discussioni e dispute volte ad ottenere il controllo totale del paese. 
Per dirimere definitivamente la questione gli abitanti si accordarono quindi con i bergamaschi, e anche la conseguente distruzione del borgo da parte del Barbarossa (1170), decidendo la costruzione di un nuovo borgo poco distante, in territorio completamente soggetto a Bergamo: l'11 febbraio 1171 cominciò la costruzione, più a nord, in prossimità del fiume Serio di quello che è diventato Romano di Lombardia. L'antica “Rumano” fu poi chiamata “Rumano Vetere” poco abitata e distrutta completamente nel 1191. Ma anche il nuovo borgo fu oggetto di scontri e devastazione, nel 1192 dai soldati milanesi e bresciani, dai cremonesi nel 1196, e in prossimità vi fu la famosa battaglia di Cortenuova del 1237, la più sanguinosa del territorio. Nella piccola chiesa di San Giorgio, poi demolita, venne firmata la pace di Romano nel 1267 tra le città di Cremona e Piacenza con quelle di Bergamo e Milano. Venendo poi realizzato il fosso bergamasco che definì i confini tra le quattro città, ma che non impedì il proseguire di occupazioni sul territorio.
Nel 1335 il territorio di Romano fu occupato da Azzone Visconti, ma furono le rappresaglie tra le famiglie guelfe e quelle ghibelline a decimare gli abitanti. Nel 1401, per ordine di Gian Galeazzo Visconti, il comune di Romano dovette inviare 45 uomini armati a Brescia, dove l'esercito visconteo sconfisse sonoramente quello del duca di Baviera Roberto III. Il 29 luglio 1403 un gruppo di ghibellini provenienti da Bergamo occupò il territorio uccidendo ben 100 guelfi. Furono i Malatesta con Pandolfo III a riprendere il potere su Romano venendo poi nuovamente liberata e diventata territorio dei Visconti con Filippo Maria nel 1412.

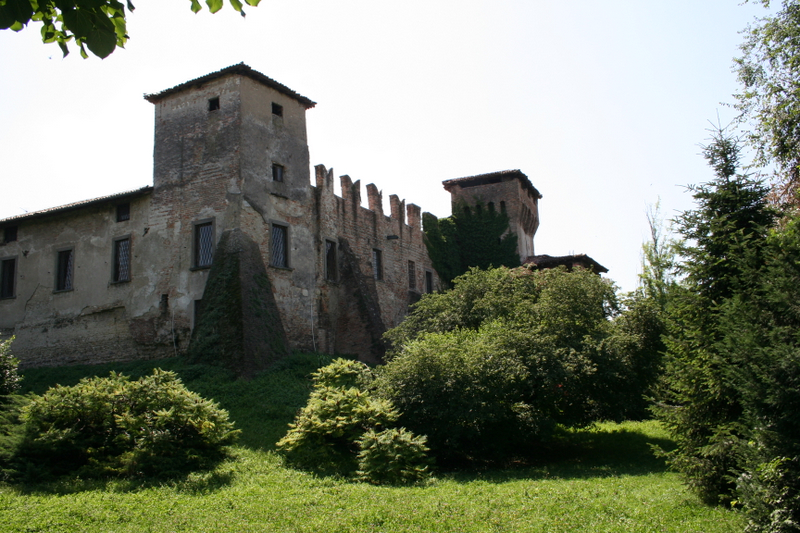
La Rocca

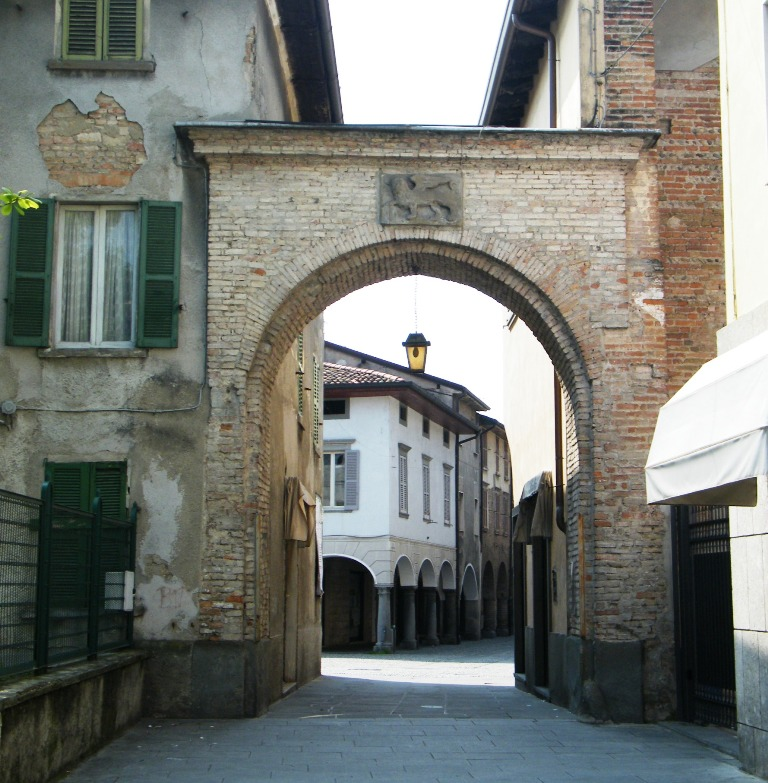
Portale con Leone di San Marco

### Le fortificazioni
Con la fondazione nel 1171 la località prese da subito la forma di scudo allungato completo di strade che si riunivano in quelle vie di maggior dimensione che ricordano il cardo e decumano di origine romana. La principale piazza ospitava i palazzi che rappresentavano i due principali poteri: la chiesa parrocchiale e il palazzo della Comunità. I due palazzi erano posti uno a fianco all'altro, condividendo la medesima torre con campane che per l'amministrazione fungeva da torre difensiva, usando le campane con un suono di richiamo degli abitanti a difesa, e per la chiesa da campanile quando le campane suonavano come richiamo alle funzioni per i fedeli. Il potere militare era presente nella rocca posta sul lato nord ovest.
Il centro abitato venne cinto da un possente impianto fortificato alto ben 5 metri con due giri di mura e protetto da un doppio fossato, nonché dotato di quattro torri agli estremi perimetrali collegate da un camminato, e tre erano gli ingressi, con le vie molto raccolte e gli edifici addossati l'uno con l'altro: Porta Bergamo, posta a nord, Porta Brescia, a est conosciuta come la porta de mane (porta di mezzo) e Porta Crema conosciuta come Porta de subtus. Ogni porta aveva un rivellino a difesa che per la porta Brescia era di misura maggiore venendo chiamato per questo "Rocchetta". Ciò era dovuto al fatto che, se il precedente borgo aveva avuto la possibilità di svilupparsi liberamente ampliandosi verso l'esterno, questo doveva essere inserito in un perimetro ben definito, riducendo ed ottimizzando gli spazi.
Le torri furono rimosse nel 1821 perché non più necessarie, lasciando solo porta Brescia, mentre il fossato è stato riempito diventando prato perenne.

### La Repubblica di Venezia
I nuovi feudatari riconobbero molteplici privilegi ai romanesi, tra cui l'esenzione dalle tasse e l'inserimento in una sorta di zona franca, situazione che permise il prosperare a livello economico e sociale.
In seguito l'egemonia del borgo passò in mano alle famiglie più in vista, tra cui si segnalarono i Sommi originari di Cremona, i Colleoni e i Suardo.
I Visconti, i quali pochi anni dopo iniziarono una lunga disputa con la repubblica di Venezia, volta ad ottenere il controllo sull'intera zona.
La spuntarono i veneziani che, con la pace di Ferrara tra la repubblica di Venezia e il ducato di Milano del 1428 acquisirono gran parte della pianura bergamasca. A memoria rimane l'affresco con il leone alato presente nella rocca. Anche i nuovi dominatori mantennero i privilegi accordati qualche secolo prima, migliorando le condizioni sociali ed economiche, ponendo a Romano la sede podestarile e del Consiglio speciale. La posizione geografica della località posta presso quello che veniva indicato come “corridoio veneto”, era un punto debole e da proteggere. A questo dovevano pensare però gli abitanti che in cambio godettero di esenzione dalle tasse veneziane per alcuni prodotti, questo portò all'incremento delle attività commerciali, e alla formazione di tre mercati settimanali per la vendita dei prodotti sotto i portici cittadini, con la conseguente ricchezza di alcune famiglie tra le quali gli “Agazzi”. Il territorio vide uno sviluppo anche del lavoro artigianali, il più importante quello dei mugnai, ve ne erano almeno cinque, e venivano gestiti peer pubblico incanto data l'importanza dei prodotti.
Il territorio venne nuovamente infeudato alla famiglia di Bartolomeo Colleoni nel 1441, concessa dalla Serenissima con un contratto biennale, diventando un importante luogo di scambio di merci, posto al confine con il Ducato di Milano, da cui arrivava ogni tipo di mercanzia anche in modo illegale, alimentando di conseguenza il contrabbando, che divenne una delle principali attività degli abitanti.
Durante il periodo veneziano l'amministrazione comunale era gestita dal Gran Consiglio formato da tutti i capi famiglia e dal podestà che restava in carica 32 mesi e deteneva le chiavi del borgo e la bocchetta iussora, e rappresentava la Serenissima che ne confermava la nomina. Tra i podestà in carico a Romano resta il ritratto di Scipione Benzon e della moglie Isabella Griffoni Sant'Angelo nel dipinto che era stato realizzato per la piccola cappella della rocca realizzato da Aurelio Gatti nel 1591.
Il XVII secolo vide un fiorire di nuove chiese anche a causa della grave peste che colpì la località nel 1629. Risulti che la prima vittima fosse proprio il seppellitore cittadino certo Antonio Trusselli, e successivamente Isabella Calusco e il suo parente notaio Giovanni Francesco Calusco. Fu per questo imposto un severo controllo a chi entrava nel borgo, questo non impedì l'aumento delle vittime tra cui si possono segnalare il medico Giovan Battista Marini e il frate padre Angelo Cerruti. Furono documentati 281 appestati. Sempre nel Seicento fu aumentato il sistema difensivo con la costruzione di terrapieni lungo le mura, su progetto di Francesco Tensini e ordine del podestà Alvise Donà. Questo lavoro ha annullato la presenza del fossato interno che aveva una profondità di tre metri, e che fu maggiormente rialzato di altri tre, terreno che col il tempo fu dedicato alla coltivazione di ortaggi.

### Età moderna e contemporanea
La dominazione veneta durò fino al 1797, quando vi subentrò la napoleonica Repubblica Cisalpina, e a Romano si forma il «Governo del popolo libero di Romano». Questa ebbe vita breve, dal momento che già nel 1815 venne sostituita dal Regno Lombardo-Veneto, inserito nell'Impero austriaco. Fra i primi atti fu la distruzione delle mura medioevali nel 1824 lasciando solo porta Brescia che era stata ristrutturata nel 1807, con la realizzazione di piazza Fiume e delle “cerchie” nel 1835. 
Infine a partire dal 1859 il territorio fu inserito nel neonato regno d'Italia, trasformandosi progressivamente da centro agricolo ad importante realtà industriale della bassa bergamasca.

### Simboli
Lo stemma e il gonfalone della Città di Romano di Lombardia sono stati concessi con decreto del presidente della Repubblica del 15 luglio 2011.
Nello stemma è rappresentata la Rocca di Romano di Lombardia, ancora esistente. La partizione d'oro e di rosso del castello simboleggia la divisione storica del borgo, feudo suddiviso tra il vescovo di Cremona e quello di Bergamo. Oro e rosso sono inoltre i colori del capoluogo Bergamo.
Il gonfalone è un drappo partito di giallo e di rosso.

## Monumenti e luoghi d'interesse

### Architetture religiose
Basilica di San Defendente 

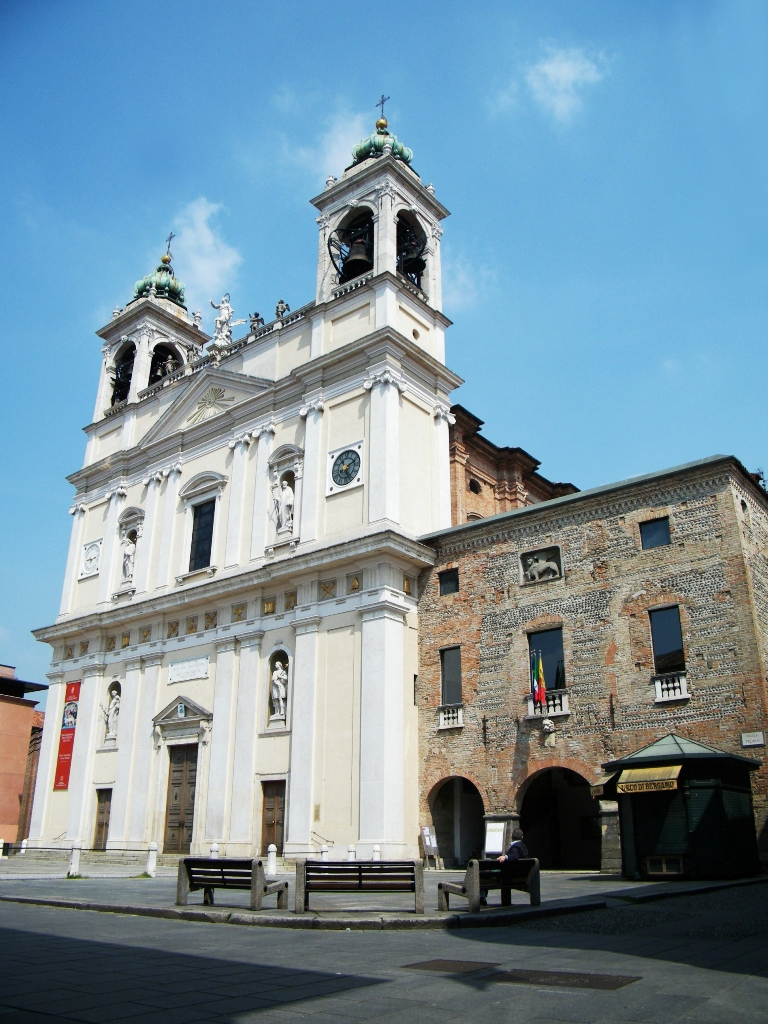
Chiesa parrocchiale prepositurale di Santa Maria Assunta e San Giacomo Maggiore, Romano di Lombardia

Edificata all'inizio del XVI secolo, presenta una struttura su due navate sormontate da una volta a botte, e un aspetto esterno molto anomalo. Questo è dovuto al fatto che la chiesa è inserita tra la parrocchiale, a cui si accede mediante la sagrestia, e la chiesa di Santa Maria di Lourdes, comunicante mediante l'ex chiesa di San Luigi (detta anche chiesa delle congregazioni maschili), tanto da rendere visibile esternamente soltanto la facciata a est (dove si trova il coro) e quella a ovest.
All'interno spiccano i dipinti di Enea Salmeggia (la Santissima Trinità), di Andrea Pozzo (La disputa di Gesù), di Pietro Ricchi (San Defendente e Sant'Alessandro) e di Pietro Mango (Martirio di San Defendente). Di notevole impatto sono inoltre gli stucchi e le decorazioni di Filippo Comerio.
La basilica è l'oratorio delle confraternite di Romano, riunendo infatti in essa le sedi delle varie confraternite esistenti: l'arciconfraternita dei disciplini Battuti di Santa Maria Maddalena Penitente sotto la protezione della Santissima Trinità (attiva già nel XIII secolo, altare laterale a sinistra) e le confraternite della Beata Vergine del Santo Rosario (fondate nel XVI secolo, altare laterale a destra). L'altare maggiore era ovviamente privilegiato della confraternita del Santissimo Sacramento, estintasi nel corso dell'ultimo secolo così come le altre confraternite minori esistenti al tempo dell’edificazione della Basilica, cui erano affidati gli altri altari laterali.
 Chiesa campestre di San Giuseppe 
Tuttavia la costruzione religiosa più antica di tutto il territorio di Romano è la piccola chiesa campestre di San Giuseppe, un tempo tempio pagano. Un tempo intitolata a sant'Eusebio, è documentata già nella prima parte del XII secolo, di cui sono rappresentative le forme romaniche. Dopo un periodo di totale abbandono, è stata restaurata nella seconda metà del XX secolo.
 Chiesa della Beata Vergine di Lourdes 
Attigua alle altre due, comunica direttamente con la basilica di San Defendente. Detta anche chiesa delle Congregazioni Femminili, risale all'inizio del XX secolo, progettata dall'architetto Elia Fornoni in stile gotico-lombardo. Possiede una struttura a tre navate con presbiterio poligonale, nonché un buon numero di opere, tra le quali spiccano quelle di Giovan Battista Galizzi e Andrea Fanti.
 Chiesa prepositurale di Santa Maria Assunta e San Giacomo Maggiore 

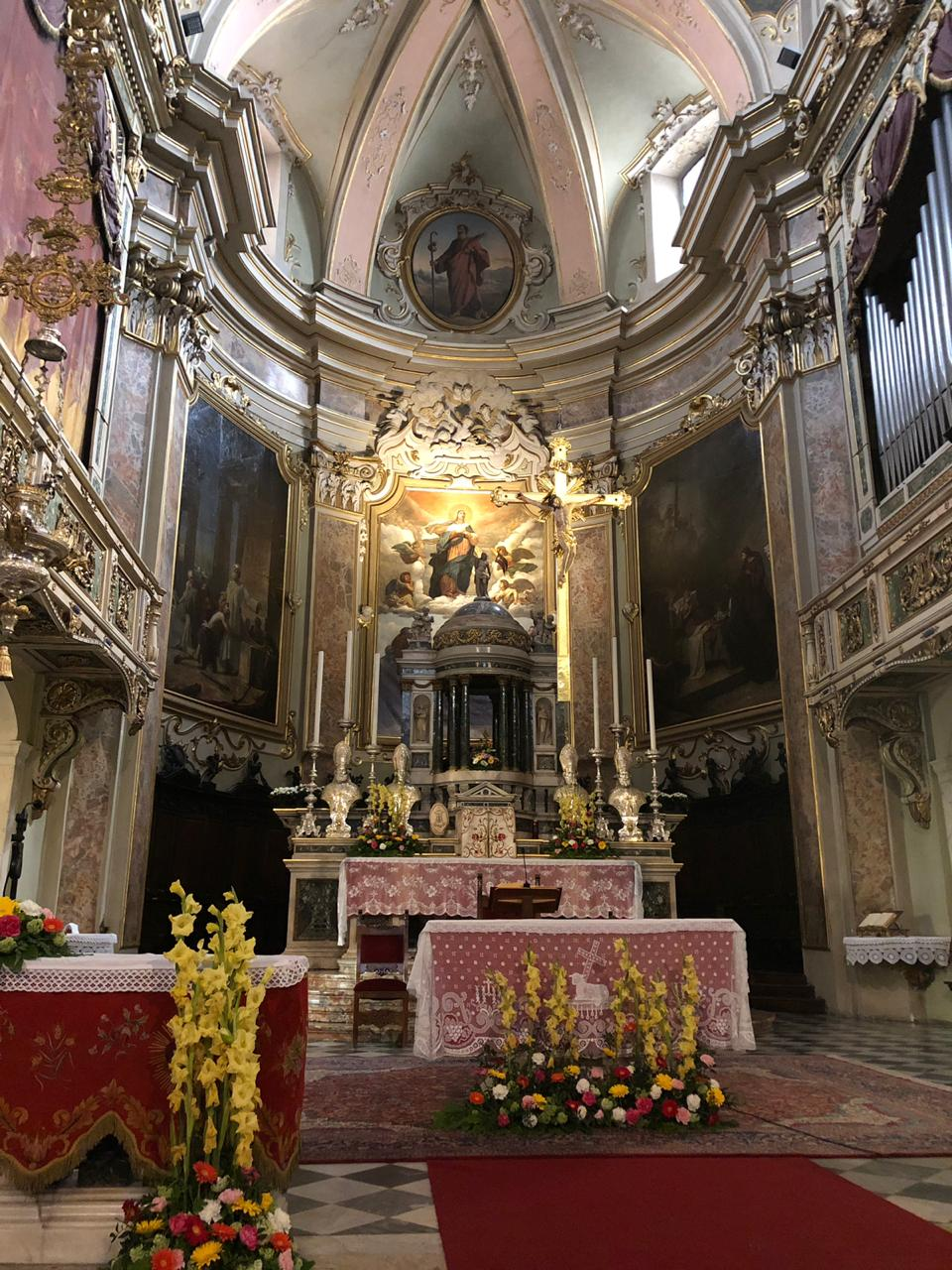
L'altare maggiore di Quarenghi in parrocchiale di Romano

Posta sul lato ad est della piazza, venne edificata nel 1762 da Giovan Battista Caniana, noto architetto romanese. Tuttavia fu completata ed ampliata nei decenni successivi grazie al contributo di architetti del calibro di Francesco Caniana, Simone Elia e Giacomo Quarenghi, una delle poche opere realizzate da ultimo in Italia è l'altare maggiore che è stato creato su disegno dell'architetto e realizzato tra il 1797 e il 1799.
Numerose sono le opere in essa contenute: si va dalle sculture del Moneghini e del Gelpi, ai dipinti di Coriolano Malagavazzo (la Santissima Trinità), Giovan Battista Moroni (la sua celebre ultima cena), Jacopo Negretti detto Palma il Giovane (l'Immacolata), Mauro Picenardi (L'annunciazione), Giambattista Tiepolo, Francesco Capella e Ponziano Loverini. Tra il 1797 il 1799 su disegno del Quarenghi, Andrea Manni e Gian Giacomo Manni realizzano l'altare maggiore, e nella stessa chiesa nel 1808 la balaustra del presbiterio.
Utilizzata come chiesa parrocchiale, presenta un'unica navata comprendente ben nove altari e due sagrestie, da cui si può accedere all'attigua chiesa di San Defendente. Le campane presenti sui campanili sono 12: 10 delle quali intonate nella scala di Sib2 maggiore. Le otto maggiori fuse da Luigi e Giorgio Ottolina di Seregno nel 1950 e le 4 campane nuove, rispettivamente nelle note di: mi3, si3, do4 e re4 aggiunte dalla Fonderia Allanconi di Bolzone (Ripalta Cremasca) nel 2006. Il campanone in Sib2 maggiore, chiude le distese e i concerti solenni a 10 campane in Sib2 maggiore.
 Santuario della Beata Vergine della Fontana 
Numerosi sono gli edifici minori degni di nota: il santuario Madonna della Fontana, edificato all'inizio del XVII secolo in tardo-rinascimentale e dotato di una pianta ottagonale. Molto caratteristici sono il campanile in stile barocco, nonché gli stucchi ed i dipinti, tra i quali spiccano quelli di Enea Salmeggia.
 Chiesa di San Pietro ai Cappuccini 
L'antica chiesa risale al 1165 e riedificata nel 1577 adiacente all'ex orfanotrofio femminile, divenuto un oratorio, realizzata in stile francescano essa è suddivisa in quattro campate che sostengono le travature in legno di copertura. L'annesso convento fu soppresso nel 1810 e i locali alienati nel 1811 a Alfonso Felice Mottini che li trasformò in collegio, da questo orfanotrofio femminile.
 Altre chiese 
Degne di menzione sono anche altre piccole chiese, di recente costruzione: la chiesa di San Defendino, la chiesa San Lorenzo al Portico, chiesa di San Michele all'Albarotto e la chiesa di San Rocco, Santa Maria del Ponte, chiesa della Beata Vergine Immacolata e San Fermo, chiesa della Beata Vergine Addolorata e di San Lorenzo e chiesa di Santa Maria ad Nives.
 Chiese scomparse 
Numerose erano anche le chiese che poi furono soppresse o demolite. Citate già nel 1148 erano le chiese di Santa Maria Elisabetta, e la chiesa di San Giorgio descritta nella relazione del 1575 di san Carlo Borromeo e distrutta nel 1707 per l'ampliamento dell'ospedale cittadino, e quella dedicata a Santa Maria Elisabetta che risulta essere demolita già nel 1171, anno che fa riferimento alla costruzione del borgo. La demolizione dell'antica chiesa di San Giovanni in Digione risale al 1809, era posta nella località poi luogo della battaglia di Cortenuova. La parte più storica del borgo ospitavano le due chiese di santa Maria Maddalena che ospitavano le reliquie della santa donate dal condottiero Bartolomeo Colleoni e della Santissima Trinità luogo conosciuto come quello dell'apparizione di san Defendente a Tolotto, per questo chiese demolite nel 1503 dando così terreno per la costruzione della chiesa di San Defendente. Rimnangono a testimonianza dell'antica storia cristiana del territorio le chiese della Rocca e quella di San Luigi poi sconsacrate.

### Architetture civili
Palazzo della Ragione
Il palazzo della Ragione risalente al XIII secolo, venne utilizzato per numerose funzioni a livello amministrativo: fu sede dell'arengo, della Pretura e del tribunale, ed un tempo fu chiamato anche Palazzo della Comunità. Edificato su due piani in stile tardo-gotico, vide succedersi le varie dominazioni, che lasciarono un segno della loro presenza: tra queste spicca il leone di San Marco. All'interno si trovano ampi saloni dotati di affreschi (alcuni andati persi con il tempo) e la Sala delle Capriate, utilizzata come sala consiliare.
Al di sotto dell'edificio si trova un porticato dove è collocato il banco del pesce, di struttura ottagonale e di probabile origine romana, utilizzato per la vendita di prodotti ittici nei secoli medievali. Proseguendo si trovano i Portici della Misericordia, appartenenti all'omonimo edificio, edificato nel XV secolo in stile gotico per volere di Bartolomeo Colleoni. Ad ognuno dei sedici portici corrispondeva un negozio, al termine dei quali si arriva a piazza Fiume, un tempo chiamata Piazza dell'hospitale. Questa struttura, posta alle spalle di piazza Roma e del complesso delle chiese prima descritto, venne a lungo utilizzata come ospedale, e presenta un bel cortile del XVII secolo con archi e colonne.
 Palazzo Rubini 
Edificato nel 1854 come residenza del famoso tenore romanese Giovanni Battista Rubini, su progetto dell'architetto Pagnoncelli, presenta al proprio interno opere di tutto rispetto, tra cui statue, stucchi e dipinti di grande valore. Lo stile è neoclassico, con un bel giardino ed una piccola corte con porticato.
Nell'edificio in seguito venne istituito il museo intitolato al tenore stesso, nonché una succursale del Liceo Don Lorenzo Milani, la sede del Corpo Civico Musicale "G.B. Rubini" e di due scuole di musica.

### Architetture militari
La rocca 

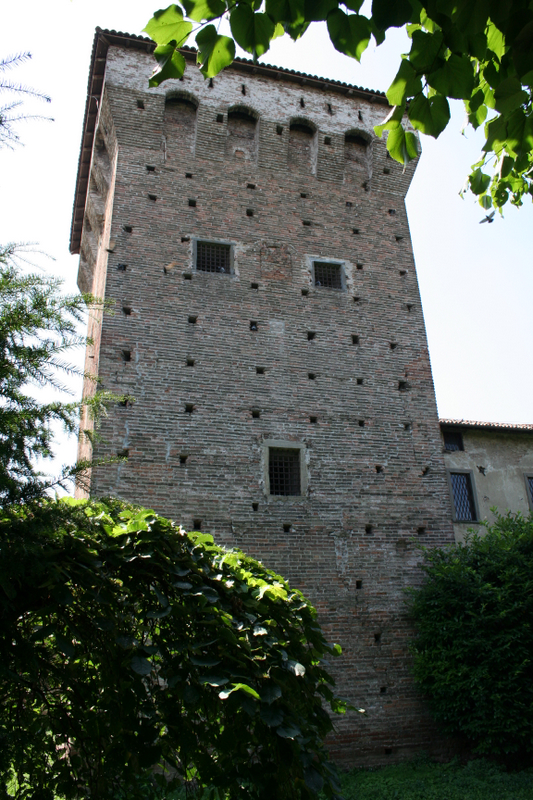
Torre del castello

La rocca viscontea, risalente al termine del XII secolo, può essere considerato uno degli edifici storicamente più interessanti dell'intera zona. In esso si possono notare più sovrapposizioni architettoniche risalenti a differenti periodi, che vanno dal XII al XVIII secolo. A tal riguardo un esempio può venire dalle tre torri, poste ai vertici perimetrali della sezione rettangolare, delimitate esternamente da un profondo fossato prosciugato. Una delle torri risale al periodo visconteo, un'altra all'epoca comunale, e l'ultima all'epoca della signoria dei Colleoni, in cui il condottiero vi rinchiudeva i prigionieri. In età viscontea la rocca era dotata di numerose armi da fuoco.
Le mura, alte oltre cinque metri, hanno un singolo ingresso al quale si accede da un ponte in muratura, venuto a sostituire il ponte levatoio originale, a lato dell'ingresso principale è apprezzabile la posterla poi murata.
Le mura possiedono una merlatura di stampo ghibellino ma, a causa del succedersi dei domini, tratti di merlatura presentano riadattamenti di stampo guelfo. All'interno si aprono piccole contrade pavimentate in acciottolato (la Corte Grande e la Corte della cancelleria veneta) con numerosi affreschi raffiguranti gli stemmi della Serenissima.
La rocca fu ricostruita in sostituzione di una precedente fortificazione, già attestata nel 1152 e demolita nel 1170 per mano di Federico Barbarossa.

### Altre
Piazza Grande poi piazza Roma 

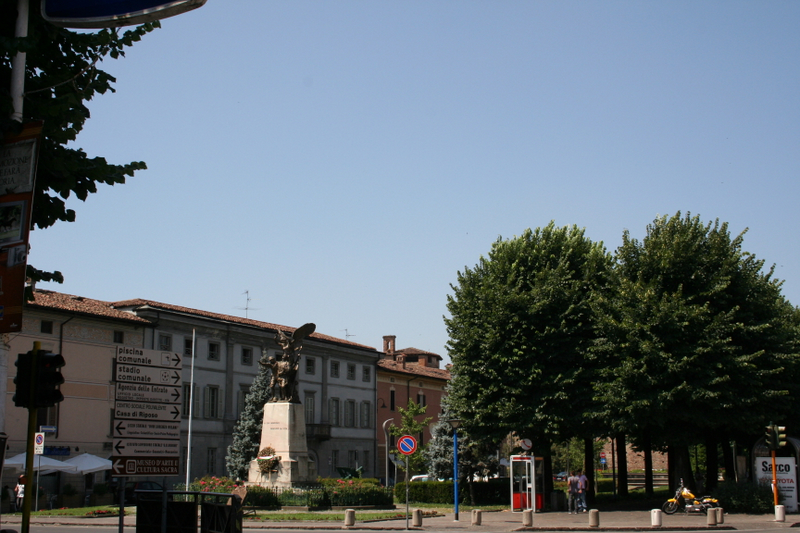
Monumento ai caduti

La piazza Grande, chiamata piazza Roma è da sempre considerata il luogo di maggior importanza nella vita sociale del borgo. In epoca medievale vi si trovavano gli edifici di maggior prestigio -tra cui il palazzo del Capitano, costruito nel XVI secolo dalla famiglia Suardi in cui si può ammirare la sala d'armi-, vi si svolgevano le principali attività commerciali, le esecuzioni pubbliche, nonché le principali funzioni religiose, data la presenza delle principali chiese di Romano: la parrocchiale di Santa Maria Assunta e San Giacomo Maggiore, la chiesa di San Defendente e quella di Santa Maria di Lourdes (edificata in epoca più recente), attigue l'una all'altra.

## Società

### Evoluzione demografica
Abitanti censiti

### Etnie e minoranze straniere
Al 31 dicembre 2023 la popolazione straniera era di 4 426 persone, pari al 21,34% della popolazione. Di seguito sono riportati i gruppi più consistenti:
- Albania 1 060
- Romania 1 019
- Marocco 534
- India 403
- Pakistan 267
- Nigeria 198
- Senegal 140
- Cina 132
- Ucraina 104
- Kosovo 92

## Cultura

### Musei
- Museo d'arte e cultura sacra, esposizione di collezioni e reperti dalle origini di Romano alle opere rinascimentali, barocche e ottocentesche, fino all'arte sacra contemporanea.

## Geografia antropica
Al di fuori del capoluogo comunale di Romano, l'unico altro centro abitato è la località Bradalesco (115 m s.l.m., 329 abitanti), che si trova all'estremità meridionale del territorio a ridosso del comune di Covo, in continuità urbana con quest'ultimo, separato soltanto dalla presenza del fosso Bergamasco, vecchio confine di stato tra il Ducato di Milano e la Repubblica di Venezia. La località prende il nome dalla cascina situata nella parte sud-est del centro, mentre in via della Malpensata si trova l'omonima cascina.
Altre località minori del territorio sono Cascina Albarotto (126 m s.l.m., 18 ab.), Cascina Angelina (128 m s.l.m., 37 ab.), Cascina Marinoni (122 m s.l.m., 35 ab.), Cascina Naviglio (113 m s.l.m., 30 ab.), Cascina Risorta (114 m s.l.m., 18 ab.), Cascina Sant'Eusebio (119 m s.l.m., 21 ab.), Graffignane (115 m s.l.m., 16 ab.), I Morti del Roccolo (119 m s.l.m., 44 ab.), Le Galeazze (129 m s.l.m., 29 ab.), Pascolo (124 m s.l.m., 49 ab.) e Portico (128 m s.l.m., 46 ab.).

## Infrastrutture e trasporti
La stazione di Romano, posta sulla ferrovia Milano-Venezia, è servita da treni regionali Milano-Brescia e da treni regionali veloci Milano-Brescia-Verona operati da Trenord nell'ambito del contratto di servizio stipulato con la Regione Lombardia.
Ci sono collegamenti con bus del trasporto pubblico locale TPL tra cui la linea principale è la Bergamo-Romano-Soncino
Fra il 1888 e il 1931 la località era inoltre servita da una fermata posta lungo la tranvia Bergamo-Soncino.
L'autostrada A35 passa nelle vicinanze dell'abitato, che è servito da un'uscita dedicata.

## Amministrazione
| Periodo | Periodo   | Primo cittadino       | Partito                                                      | Carica           | Note   |
| ------- | --------- | --------------------- | ------------------------------------------------------------ | ---------------- | ------ |
| 1945    |           | Riccardo Manetta      | Partito Socialista Italiano                                  | Sindaco          |        |
|         |           | Giuseppe Giuliani     | Democrazia Cristiana                                         | Sindaco          |        |
|         | 1970      | Carlo Piavani         | Democrazia Cristiana                                         | Sindaco          |        |
| 1970    | 1975      | Bruno Finazzi         | Democrazia Cristiana                                         | Sindaco          |        |
| 1975    | 2003      | Giuseppe Longhi       | Democrazia Cristiana Partito Popolare Italiano La Margherita | Sindaco          | [ 39 ] |
| 2003    | 2004      | Luigi Chiarelli       | La Margherita                                                | Vicesindaco f.f. |        |
| 2004    | 2009      | Emilio Tognoli        | La Margherita Partito Democratico                            | Sindaco          |        |
| 2009    | 2014      | Michele Lamera        | Il Popolo della Libertà Nuovo Centrodestra                   | Sindaco          |        |
| 2014    | 2024      | Sebastian Nicoli      | Partito Democratico                                          | Sindaco          |        |
| 2024    | in carica | Gianfranco Gafforelli | Centrodestra                                                 | Sindaco          |        |